# Луцій Яволен Пріск
Луцій Яволен Пріск (лат. Gaius Octavius Tidius Tossianus Lucius Iavolenus Priscus; приблизно 60 — приблизно 120) — державний, військовий діяч, правник Римської республіки, консул-суффект 86 року.

## Життєпис
Народився приблизно у 60 році. за однією версією в Умбрії, за іншого (більш імовірною) у м. Недіній (сучасна Хорватія). Замолоду навчався у Сабініанській правничій школі. Завдяки авторитету як правника зробив гарну кар'єру. На початку 80-х років очолив IV Щасливий Флавіїв легіон у Далмації. У 83 році став легатом III Августова легіону у Нумідії. З 84 до 86 року був судовим виконавцем у провінції Британія.
У 86 році став консулом-суффектом разом з Авлом Буцієм Лаппієм Максимом. Як імператорський легат-пропретор з 89 до 92 року керував провінцією Верхня Германія, з 98 до 100 року — Сирією, у 101 році — Африкою. З 98 року входив до імператорської ради. Приблизно у 102 році увійшов до колегії понтифіків. Своє становище зберіг й за імператора Адріана. Помер приблизно у 120 році.

## Правництво
Очолював Сабінанську правницьку школу (замінив на цій посаді Гнея Арулена Целія Сабіна). Був вчителем відомого правника Салвія Юліана.
Є автором 14 книг з правництва («XIV libros Epistularum»). Займався переважно наведенням конкретних судових випадків та завдань, роз'яснюючи їх. При цьому не проводив систематизації правової думки. Автор праці з цивільного права у 15 книгах — «Ex Cassio», коментарів (X libros Commentariorum) до праці Марка Антистія Лабеона — «Posteriora».